# سانا ميناتوزاكي
ميناتوزاكي سانا  (باليابانية: さな) (الهانغل: 사나) اسمها الفني هو سانا، سانا من مواليد 29 ديسمبر 1996، هي مغنية وراقصة يابانية وعضوة في فرقة الفتيات الكورية الجنوبية توايس تحت وكالة جاي واي بي إنترتينمنت، سانا مقيمة حاليًا في كوريا الجنوبية، كان أول ظهور لها في عام 2015 كعضوة في فرقة الفتيات توايس.
في الاستطلاع السنوي للموسيقى الذي أجرته مؤسسة غالوب كوريا لعام 2018، حصلت سانا على المرتبة 17 لأكثر ايدولز غير كوريين محبوبين في كوريا الجنوبية، مما يجعلها صاحبة أعلى مرتبة من بين جميع الايدولز الغير كوريين الذي تم ذكرهم في الاستطلاع. تجيد سانا لغتين هما اليابانية والكورية.

## حياتها الشخصية
ولدت سانا في 29 ديسمبر 1996 في تينوجي، أوساكا، اليابان، اكتشفت وكالة جاي واي بي إنترتينمنت سانا من خلال إحدى موظفين الوكالة في مركز التسوق ودعتها للاختبار في وكالة JYP، وتمت دعوتها للمشاركة في الاختبار السنوي لوكالة JYP الذي عقد في اليوم التالي في اليابان، التحقت ببرنامج المتدربين JYPE في كوريا الجنوبية في أبريل 2012.

## مسيرتها الفنية
في عام 2015، شاركت سانا في برنامج تلفزيوني خاص بوكالة جاي واي بي إنترتينمنت يدعى " SIXTEEN" لاختيار وتشكيل فرقة فتيات، تسابقت سانا من بين 16 متسابقًا، تم اختيار سانا كواحدة من الأعضاء التسعة في فرقة الفتيات توايس، ظهرت الفرقة لأول مرة في أكتوبر 2015 مع أغنية "Like Ooh-Ahh".
احتلت سانا المرتبة 21 في "أفضل 100 وجه لعام 2017"، كما انها احتلت المرتبة 46 على قائمة " تي سي كاندلر "أجمل 100 وجه لعام 2018".

## وصلات خارجية
- سانا ميناتوزاكي على موقع IMDb (الإنجليزية)
- سانا ميناتوزاكي على موقع ميوزك برينز (الإنجليزية)
- سانا ميناتوزاكي على موقع ديسكوغز (الإنجليزية)
- سانا ميناتوزاكي على موقع قاعدة بيانات الفيلم (الإنجليزية)